# Hiatus canalis nervi petrosi majoris

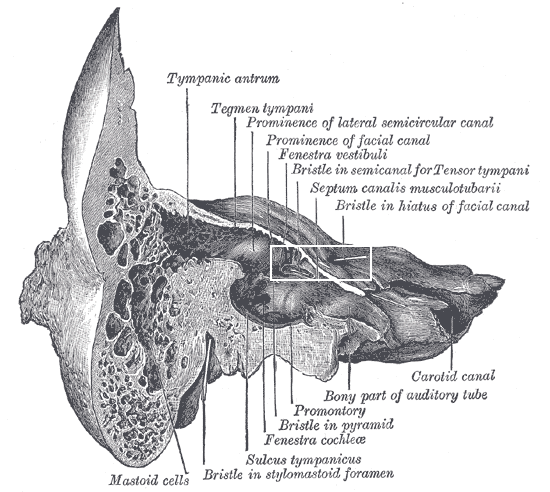
A füljárat (a fehér téglalap jelöli az apró nyílás helyét)

A hiatus canalis nervi petrosi majoris a nervus petrosus major kilépésére szolgáló nyílás a sziklacsont (pars petrosa ossis temporalis) elülső felszínén. Innen az ideg mediál-anterior felé a sulcus nervi petrosi majorisban halad.  